# Saint-Jude
Saint-Jude, también conocido antes como Rochville y Saint-Jude-de-Saint-Ours, es un municipio perteneciente a la provincia de Quebec en Canadá. Es ubicado en el municipio regional de condado (MRC) de Les Maskoutains en la región de Montérégie-Est (Montérégie).

## Geografía
Saint-Jude se encuentra en la parte noroeste del MRC de Les Maskoutains, 20 km al norte de Saint-Hyacinthe. Limita al norte con Saint-Louis, al noreste con Saint-Hugues, al sureste con Saint-Barnabé-Sud, al sur con La Présentation y al oeste con Saint-Bernard-de-Michaudville. Su superficie total es de 77,81 km², de los cuales 77,76 km² son tierra firme. El río Salvail baña el territorio.

## Urbanismo
Le rang des Quarante-Huit ( QC 235  norte) une Saint-Jude a Saint-Louis al norte. La route de Michaudville atraviesa el pueblo de Saint-Jude hacia Saint-Barnabé-Sud al sureste( QC 235  sur) y hacia Saint-Bernard-de-Michaudville al noroeste. El rang Salvail borne el río de mismo nombre en dirección de La Présentation al suroeste.

## Historia

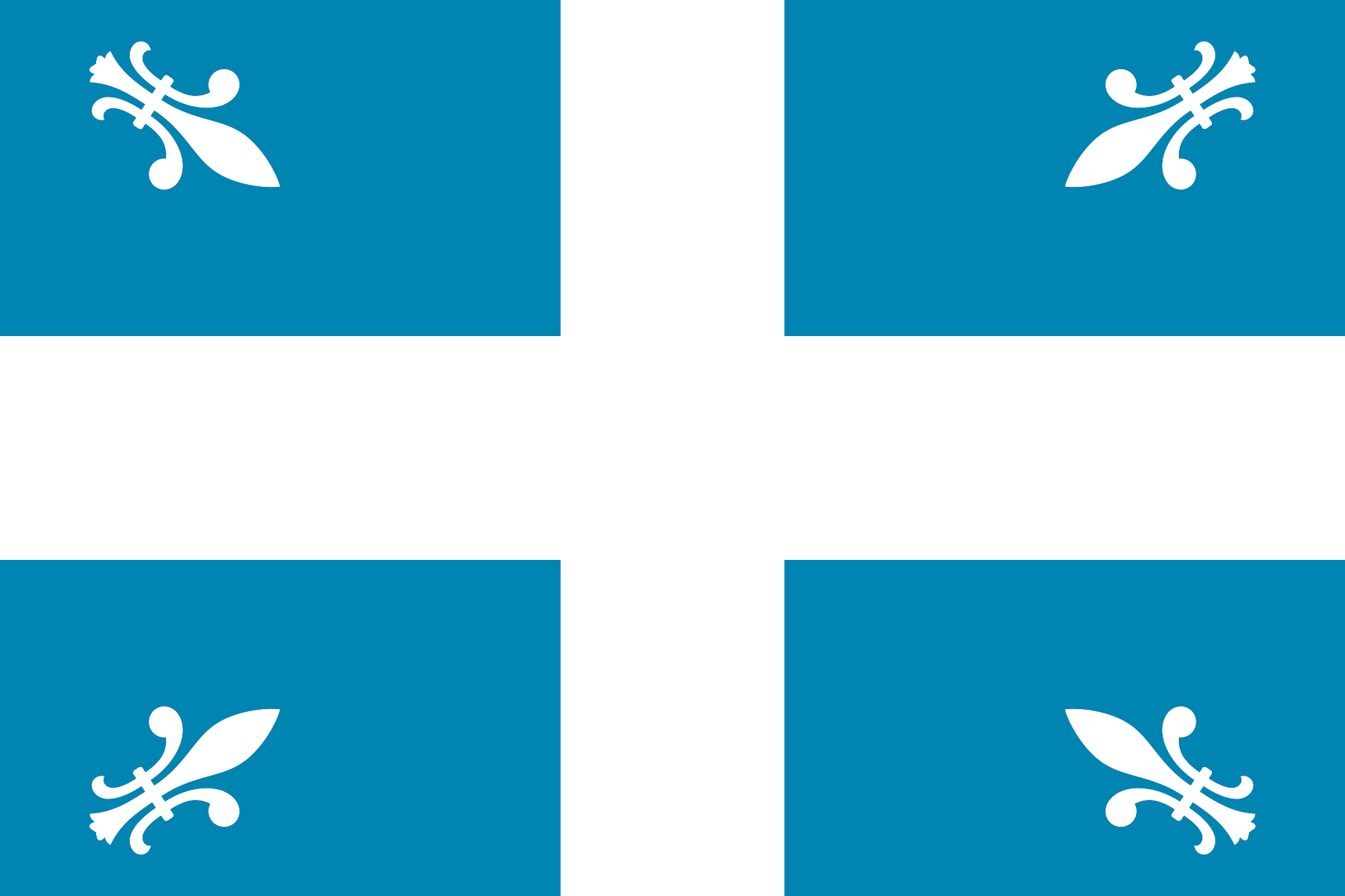
La bandera de Carillon moderne creada en Saint-Jude.

En Nueva Francia, el señorío de Saint-Ours fue concedido a Pierre de Saint-Ours en 1672. El desarrollo de la localidad, entonces llamada Rocheville, del nombre del antiguo señor Pierre-Roch-de-Saint-Ours, empezó al inicio del siglo XIX. El primero cura se estableció en 1822 y la parroquia católica de Saint-Jude, honrando Judas Tadeo, fue creada en 1831. El primero municipio fue instituido en 1845 con el nombre Saint-Jude-de-Saint-Ours, y abolido en 1847. El municipio de parroquia de Saint-Jude fue creado en 1855. El ferrocarril estimuló el desarrollo local durante la segunda parte del siglo XIX. En 1902, Elphège Filiatrault, cura de Saint-Jude, concibió la bandera de Carillon moderne, precursora de la bandera de Quebec.  El municipio cambió su estatuto para el de municipio en 1966.

## Política
El consejo municipal se compone del alcalde y de seis consejeros sin división territorial. El alcalde actual (2015) es Yves de Bellefeuille, que sucedió a André Cyr en 2009.
|            | 2005-2009 | 2009-2013                                                                                        | 2013-2017                                                                                      |
| Alcalde    | André Cyr | Yves de Bellefeuille                                                                             | Yves de Bellefeuille                                                                           |
| Consejeros | Lisette Couture D'Auteuil Yves de Bellefeuille Jacques Dubuc Stéphanie Gaudette Claude Graveline Gaston Ravenelle | Alain Brosseau Annick Corbeil Jacques Dubuc Claude Graveline Sylvain Lafrenaye Christian Vanasse | Marco Beaudry Annick Corbeil Claude Graveline Sylvain Lafrenaye Michael W. Savard Kim Tétrault |

* Al inicio del termo pero no al fin.  ** Al fin del termo pero no al inicio.
A nivel supralocal, Saint-Jude está incluso en el MRC de Les Maskoutains. El municipio está ubicado en la circunscripción electoral de Richelieu a nivel provincial y de Saint-Hyacinthe—Bagot a nivel federal.

## Demografía
Según el censo de Canadá de 2011, Saint-Jude contaba con 1235 habitantes. La densidad de población estaba de 16,0 hab./km². Entre 2006 y 2011 hubo una adición de 105 habitantes (9,3 %). En 2011, el número total de inmuebles particulares era de 495, de los cuales 470 estaban ocupados por residentes habituales, otros siendo en mayor parte residencias secundarias.
Evolución de la población total, 1991-2015